# Cantonul Saint-Avold-2
Cantonul Saint-Avold-2 este un canton din arondismentul Forbach, departamentul Moselle, regiunea Lorena, Franța.

## Comune
- Carling
- Hombourg-Haut
- L'Hôpital
- Lachambre
- Macheren
- Saint-Avold (parțial, reședință)